# Wodnik (jezioro)
Wodnik(także Jezioro Chłodnickie) – jezioro na Równinie Drawskiej, położone w województwie zachodniopomorskim, w powiecie choszczeńskim, w gminie Bierzwnik o powierzchni 13,76 ha. Maksymalna głębokość jeziora wynosi 2,5 m. Wodnik znajduje się na północny zachód od Jeziora Rosochatego.
Zbiornik znajduje się w zlewni Mierzęckiej Strugi.